# Rezoluția 242 a Consiliului de Securitate al ONU
Rezoluția nr. 242 a Consiliului de Securitate al ONU a fost adoptată în unanimitate de către Consiliul de Securitate ONU la 22 noiembrie 1967, în urma Războiului de Șase Zile. Rezoluția, elaborată de către ambasadorul britanic Caradon, a fost adoptată în conformitate cu Capitolul VI al Cartei Organizației Națiunilor Unite.

## Textul rezoluției ONU 242 /1967
„                                       CONSILIUL DE SECURITATE AL NAȚIUNILOR UNITE 
REZOLUȚIA 242, 22 NOIEMBRIE 1967

Consiliul de Securitate,
Exprimându-și grija continuă față de situația gravă din Orientul Mijlociu,
Subliniind caracterul inadmisibil al dobândirii de teritorii prin război și nevoia unei păci juste și durabile în care fiecare stat din regiune să poată trăi în siguranță,
Subliniind în plus că toate Statele Membre, acceptând Carta Națiunilor Unite, s-au angajat să acționeze în conformitate cu Articolul 2 al Cartei,
1.	Afirmă că îndeplinirea principiilor Cartei necesită instaurarea unei păci juste și durabile în Orientul Mijlociu care să includă aplicarea următoarelor două principii:
(i) Retragerea forțelor armate israeliene din teritoriile ocupate în timpul recentului conflict;
(ii) Încetarea tuturor revendicărilor sau stărilor de beligeranță și respectarea și recunoașterea suveranității,integrității teritoriale și independenței politice a tuturor statelor din regiune, precum și dreptul acestora de a trăi în pace, în interiorul unor granițe sigure și recunoscute, libere de amenințări sau acte de forță;
2.	Afirmă în plus necesitatea
a)	De a se garanta libertatea navigației prin căile internaționale din regiune;
b)	De a se găsi o soluție justă a problemei refugiaților;
c)	De a se garanta inviolabilitatea teritorială și independența politică a tuturor statelor din regiune, prin măsuri care să includă crearea de zone demilitarizate;
3.	Cere Secretarului General să desemneze un Reprezentant Special care să se deplaseze în Orientul Mijlociu pentru a iniția și menține contacte cu statele implicate, pentru a  promova înțelegerea și a sprijini eforturile de realizarea a unei soluționări pașnice și acceptate, în concordanță cu prevederile și principiile acestei rezoluții.
4.	Cere Secretarului General să informeze de îndată Consiliul de Securitate în legătură cu progresele și eforturile Reprezentantului Special.”